# Филипович, Желько
Желько Филипович (словен. Željko Filipović; род. 3 октября 1988, Любляна) — словенский футболист, полузащитник, и тренер.

## Клубная карьера
Воспитанник клуба «Домжале», взрослую карьеру начал в клубе второй лиги Словении «Бонифика», позже играл в Первой лиге за люблянскую «Олимпию», «Домжале» и «Копер».
В 2010 году перешел в «Марибор», цвета которого защищал на протяжении шести сезонов. За это время стал пятикратным чемпионом страны, четыре раза выиграл Суперкубок Словении и трижды — Кубок Словении. Играл в Лиге Европы и один раз — в групповом раунде Лиги чемпионов.
В 2016 году перешел в бельгийский «Мехелен», который тренировал серб Александар Янкович. Но у клуба не задались дела и он в 2018 году вылетел из высшей лиги «Лига Жюпилер».
В феврале 2018 года подписал контракт с белорусским клубом «Динамо-Брест». И уже 10 марта выиграл с командой Суперкубок Белоруссии у БАТЭ (2:1) в Минске, а 19 мая — и Кубок Белоруссии у того же БАТЭ (3:2). Но в чемпионате Белоруссии команда заняла лишь 6 место.
И в январе 2019 года Филипович перешёл в казахский клуб «Атырау», а в июле подписал двухлетний контракт с сербской «Войводиной».

## Международная карьера
14 августа 2013 года дебютировал в национальной сборной Словении в товарищеском матче против Финляндии (0:2). Всего за сборную сыграл в четырёх матчах.

## Достижения
- Чемпион Словении: 2010/11, 2011/12, 2012/13, 2013/14, 2014/15
- Обладатель Кубка Словении: 2012, 2013, 2016
- Обладатель Суперкубка Словении: 2010, 2012, 2013, 2014
- Обладатель Кубка Белоруссии: 2017/18
- Обладатель Суперкубка Белоруссии: 2018